# Uroczyska w Lasach Stepnickich
Uroczyska w Lasach Stepnickich este o arie protejată (sit de importanță comunitară — SCI) din Polonia întinsă pe o suprafață de 2.749,74 ha, integral pe uscat.

## Localizare
Centrul sitului Uroczyska w Lasach Stepnickich este situat la coordonatele 53°36′00″N 14°39′22″E / 53.6001°N 14.656°E.

## Înființare
Situl Uroczyska w Lasach Stepnickich a fost declarat sit de importanță comunitară în august 2007 pentru a proteja 4 specii de animale.

## Biodiversitate
Situată în ecoregiunea continentală, aria protejată conține 5 habitate naturale: Turbării active, Mlaștini oligotrofe degradate, capabile încă de regenerare naturală, Păduri acidofile de stejar bătrân cu Quercus robur pe câmpii nisipoase, Mlaștini împădurite, Păduri aluvionare cu Alnus glutinosa și Fraxinus excelsior (Alno-Padion, Alnion incanae, Salicion albae).
La baza desemnării sitului se află mai multe specii protejate:
- amfibieni (2): buhai de baltă cu burta roșie (Bombina bombina), triton cu creastă (Triturus cristatus)
- mamifere (2): castor (Castor fiber), vidră de râu (Lutra lutra)